# Kratos (God of War)
Kratos é um personagem de jogos eletrônicos da franquia God of War, da Santa Monica Studio, que é baseado nas mitologias grega e nórdica. Kratos, também conhecido como "Fantasma de Esparta", apareceu pela primeira vez no jogo eletrônico de 2005, God of War, que levou ao desenvolvimento de mais oito jogos com o personagem como protagonista. Kratos também aparece como protagonista em quadrinhos e romances de God of War. O personagem foi dublado originalmente por Terrence C. Carson de 2005 à 2013, com Christopher Judge assumindo o lugar em God of War (2018). Antony Del Rio expressou e deu voz ao personagem quando criança em God of War: Ghost of Sparta. O personagem é dublado e expressado em português do Brasil por Ricardo Juarez em God of War: Ascension (2013), God of War (2018) e God of War Ragnarök (2022); e em português europeu por Ricardo Carriço em God of War III (2010), Ascension (2013), God of War (2018) e Ragnarök (2022).
Ao longo da era grega da série, Kratos embarca em várias aventuras na tentativa de evitar o desastre ou mudar seu destino. Ele geralmente era retratado como alheio a tudo e de natureza arrogante. Muitas vezes ele se envolveu em atividades moralmente ambíguas e realizou atos de extrema violência. Como um guerreiro espartano, ele se tornou o "Fantasma de Esparta" depois de acidentalmente matar sua família devido aos truques de Ares. Mais tarde, ele vinga a morte de sua família e se torna o deus da guerra depois de matar Ares. Posteriormente é revelado que ele é um semideus, o filho de Zeus, que mais tarde traiu Kratos. A vingança era o tema central da era grega, e cada título fornecia informações adicionais sobre as origens de Kratos e suas relações com sua família e os deuses do Olimpo. Na era nórdica da série, Kratos dá uma reviravolta para o bem e encontra-se controlando sua raiva e aprendendo a ser verdadeiramente pai de seu filho, Atreus, enquanto combate contra monstros e deuses do reino nórdico, dos quais fazem inimigos, o que leva a dupla a tentar impedir o Ragnarök.
A franquia God of War é um título emblemático para a marca PlayStation e Kratos é um dos seus personagens mais populares. O personagem foi bem recebido pelos críticos e se tornou um ícone dos videogames, um recém-chegado entre personagens de franquias mais estabelecidas, como Mario, Link, Sonic the Hedgehog e Lara Croft. O personagem está também associado a outros produtos e teve várias aparições em jogos de PlayStation fora da série God of War.

## Conceito edesign

Arte conceitual inicial, retratando variações não utilizadas de Kratos (embora as variações tenham sido usadas mais tarde em God of War III como figurinos bônus)

O criador e diretor de God of War (2005), David Jaffe, tentou criar um personagem que parecia brutal, mas não que se assemelha-se a um típico herói grego tradicional. O personagem não usaria uma armadura tradicional, pois Jaffe queria que ele fosse individualista. Embora a ideia de usar um personagem totalmente mascarado fosse aprovada, o conceito foi abandonado, pois o design parecia sem alma e carecia de uma personalidade definida. Alguns modelos incluíam elementos não convencionais, como retratar ele carregando uma criança nas costas, enquanto outros tinham detalhes excessivos, como cabelos e outras "coisas fluídas".
Charlie Wen, diretor de desenvolvimento visual de God of War (2005) e God of War II, foi responsável por projetar Kratos. Wen disse que sua direção para projetar Kratos foi influenciada tanto por filmes com temas semelhantes quanto pela cultura pop, o que o levou a esboçar uma série de imagens de Kratos em guardanapos de um restaurante, apresentando a ideia das lâminas duplas e eventualmente, o design icônico de Kratos. As lâminas duplas foram escolhidas como a arma de assinatura de Kratos porque enfatizavam a natureza do personagem, ao mesmo tempo em que permitiam que o combate permanecesse fluido. Jaffe disse sobre a versão final do personagem: "[Kratos] pode não se sentir totalmente em casa na Grécia Antiga do ponto de vista do figurino, eu acho que ele alcança um propósito maior que é dar aos jogadores um personagem que eles podem jogar e deixar enlouquecidos e desencadear as fantasias desagradáveis que eles têm em suas cabeças."
A característica mais notável de Kratos é a sua pele branca como a cinza, um desenvolvimento da história que lhe dá o título de "Fantasma de Esparta". Outras características incluem uma cicatriz no olho direito e uma grande tatuagem vermelha que sai de seu olho esquerdo, circunda o tronco esquerdo e termina no ombro esquerdo. A tatuagem era originalmente azul, mas foi alterada em sua produção final. A cicatriz é finalmente revelada como sendo o resultado de um encontro de infância com o deus olímpico, Ares, enquanto a tatuagem é uma homenagem a seu irmão morto Deimos, que tinha marcas de nascimento semelhantes. Outras mudanças que ocorrem durante o curso da série incluem a adição temporária de armadura divina enquanto Kratos é o deus da guerra, uma cicatriz abdominal, uma armadura situada em seu ombro direito, chamada: Golden Fleece (God of War II e III) e as Botas de Hermes (God of War III). De acordo com um roteiro antigo de God of War, o personagem tem 1,98 m de altura.
A aparência de Kratos pode ser alterada em jogo bônus; completando o jogo em certos níveis de dificuldade e em modos de desafio irá desbloquear trajes bônus. Vários figurinos estavam disponíveis exclusivamente por meio de pré-venda e outras promoções (por exemplo, God of War III, que apresenta três figurinos baseados nos primeiros esboços do personagem) da PlayStation Store. Embora muitos trajes bônus sejam consistentes com os temas da história, outros são humorísticos ou farsescos - como o traje feminino "Athena" e o "Spud of War". 26 trajes bônus estão disponíveis para uso em toda a série e dois estão disponíveis em dois jogos, respectivamente ("God of War Armor" em God of War II e Ghost of Sparta e "Deimos" em Ghost of Sparta e God of War III).
Em God of War (2018), sendo a segunda era da franquia e baseado na Mitologia Nórdica, Cory Barlog explicou que Kratos teve que mudar seu ciclo de violência e aprender a controlar sua raiva. Ele disse que Kratos tinha tomado muitas decisões ruins, o que levou à destruição do Olimpo, e queria saber o que aconteceria se Kratos fizesse uma boa decisão. O nascimento do próprio filho de Barlog influenciou a ideia da mudança de caráter de Kratos. A série de televisão cancelada de Star Wars também foi uma influência. O vínculo entre Kratos e seu filho está no coração do jogo e Barlog disse: "Este jogo é sobre Kratos ensinando seu filho a ser um deus, e seu filho ensinando Kratos a ser humano novamente." Referenciando ao personagem da Marvel, Hulk, Barlog disse que em relação a Kratos, "Nós já contamos a história do Hulk. Queremos contar a história de Banner agora." Christopher Judge, mais conhecido como Teal'c de Stargate SG-1, substitui Terrence C. Carson como a voz de Kratos no jogo; Carson tinha expressado Kratos desde o God of War original. Comentando em resposta à mudança, Carson disse: "A Sony seguiu em uma nova direção".

## Papel na franquiaGod of War

### Antecedentes e quadrinhos (passado)

Kratos (à esquerda) e Deimos (à direita) quando crianças em um flashback de God of War: Ghost of Sparta.

Ao longo da série, Kratos é retratado como um anti-herói, muitas vezes realizando ações questionáveis. Embora a história de fundo seja vista no primeiro God of War, a infância de Kratos é revelada em Ghost of Sparta e o nascimento de sua filha é explorado na série de quadrinhos God of War. Em Ghost of Sparta, é revelado que um oráculo havia predito que o desaparecimento do Olimpo não aconteceria pelas mãos dos Titãs - aprisionados após a Titanomaquia - mas sim por um mortal, um guerreiro marcante. Os olimpianos Zeus e Ares acreditavam que este guerreiro era Deimos, o irmão mais novo de Kratos, que tinha estranhas marcas de nascença. Ares interrompeu o treinamento infantil de Kratos e Deimos em Esparta e sequestrou Deimos. Kratos tentou parar Ares, mas Ares o arrastou para o lado e o marcou através do olho direito. Levado para o Domínio da Morte, Deimos foi preso e torturado por muitos anos pelo deus da morte, Tânato. Acreditando que Deimos estava morto, Kratos se marcou com uma tatuagem vermelha, idêntica à marca de nascença de seu irmão, para homenageá-lo.
Através de flashbacks da série em quadrinhos escrita por Marv Wolfman, Kratos se encontra com sua esposa Lysandra e eles têm uma filha chamada Calliope. Ao nascer, Calliope foi atingida por uma praga. A fim de salvar sua filha, Kratos foi concedido uma busca para encontrar a Ambrosia de Esculápio, um elixir com propriedades curativas mágicas. Cinco dos deuses entraram em uma aposta com Ares: cada um escolheu um campeão para procurar a Ambrosia com o campeão de Ares sendo Kratos. Kratos superou todos os obstáculos, incluindo, entre outros, o campeão de Hades, o Príncipe Bárbaro Alrik que eventualmente se tornou o Rei Bárbaro, e assim Kratos salvou sua filha.
Através de flashbacks em God of War, é revelado que Kratos se tornou o mais jovem capitão do exército de Esparta (também mostrado nos quadrinhos), mas tinha uma sede de poder. Quando Kratos foi confrontado com a derrota total nas mãos de uma horda bárbara liderada pelo Rei Bárbaro, o espartano clamou pela ajuda do deus Ares. Kratos recebeu as Lâminas do Caos, destruiu seus inimigos e seguiu cegamente Ares, matando centenas em seu nome. Depois que Ares enganou Kratos para assassinar sua esposa Lysandra e sua filha Calliope em um templo dedicado a Atena, o espartano ficou chocado com sua sede de sangue e renunciou ao serviço para Ares. Enquanto o templo queimava, um oráculo da aldeia amaldiçoou Kratos e condenou-o a usar a "marca de seu terrível ato"; as cinzas de sua família, que tornam sua pele branca, ganhando o título de "Fantasma de Esparta".

### Ascension,Chains of Olympus, eGod of War(2005)
Em Ascension, é revelado que porque Kratos renunciou a Ares, ele quebrou seu juramento de sangue ao deus e, como tal, Kratos foi preso e torturado pelas três Fúrias. Ele foi ajudado pelo guardião de juramento Orkos e acabou vencendo e matando as Fúrias. A fim de ficar completamente livre do juramento de Ares, Kratos foi forçado a matar Orkos, que implorou a Kratos para fazer isso. Embora livre de seu juramento ao deus, ele foi inundado com memórias de matar sua família. Ele então prometeu servir os outros deuses para receber perdão e alívio dos pesadelos de seus atos passados, mas ele era abertamente desafiador.
Em Chains of Olympus, Kratos estava relutante em ajudar os deuses quando Hélio foi sequestrado, e abertamente abandonou-os quando Perséfone ofereceu a ele uma chance de se reunir com sua filha. Kratos, no entanto, foi forçado a reverter sua decisão quando Perséfone usou o Titã Atlas em uma tentativa de destruir o mundo e, por sua vez, o espírito de Calliope. Sabendo que, enquanto a intervenção salvaria Calliope, isso o separaria de sua família para sempre, um amargo Kratos matou Perséfone, aprisionou Atlas e libertou Hélio.
Na época de God of War, Kratos já servia aos deuses há dez anos e já estava cansado dos pesadelos que o atormentaram durante todo esse tempo. Quando discutiu com Atena a respeito dos seus pesadelos, ela o mandou em uma missão para matar o deus da guerra Ares, que estava causando o caos na cidade de Atenas, e que se caso ele completasse a missão, os deuses perdoariam seus pecados. Com este motivo egoísta, ele concordou novamente, e depois de encontrar e usar a Caixa de Pandora, ele foi bem sucedido. Apesar de estar livre da influência de Ares, incluindo as Lâminas do Caos, Kratos foi perdoado, mas não foi aliviado de seus pesadelos. Kratos insatisfeito e desesperado tentou cometer suicídio, mas foi impedido de executar o ato pois Atena, a mando dos deuses, o salvou e o guiou para o Monte Olimpo. Premiado com as Lâminas de Atena, Kratos tornou-se o novo deus da Guerra.

### Quadrinhos (presente),Ghost of Sparta, eBetrayal
A série de quadrinhos também mostra a busca atual de Kratos pela Ambrosia de Asclépio. Desta vez, ele planeja destruir a Ambrosia para impedir que os adoradores de Ares ressuscitem seu antigo mestre. Nessa busca, Kratos superou vários inimigos, incluindo o gigante do caos Gyges, antes de destruir a Ambrosia. Ainda assombrado pelas visões de seu passado mortal em Ghost of Sparta, e contra o conselho de Atena, Kratos embarcou em uma missão para encontrar sua mãe, Callisto, na cidade de Atlântida. Calisto tentou revelar a identidade do pai de Kratos antes de ser transformada, contra sua vontade, em uma criatura que Kratos foi forçado a matar. Antes de morrer, Callisto aconselhou Kratos a procurar seu irmão Deimos em Esparta. Kratos primeiro libertou o Titã Thera da prisão, o que causou a destruição de Atlântida. Em Esparta, Kratos soube da localização de Deimos: no Domínio da Morte. Ele encontrou e libertou Deimos, que permaneceu hostil ao irmão. Depois de um confronto entre os irmãos, Tânato atacou Deimos, mas depois de ser resgatado por Kratos, o par juntou forças para lutar contra seu inimigo. Embora Tânato tenha matado Deimos, o deus foi morto por Kratos. Kratos então retornou ao Olimpo, enfurecido com os deuses. Em Betrayal Kratos tinha sido evitado pelos outros deuses e decidiu liderar seu exército espartano para invadir a Grécia. Ele foi falsamente acusado de assassinar Argos, e ele matou Cérix, o filho de Hermes, por interferir em sua busca pelo verdadeiro assassino, que escapou.

### God of War II

Aparição inicial de Kratos em God of War III, e como ele apareceu durante a maior parte de God of War II, empunhando as Lâminas de Atena, com o Velo de Ouro em seu braço direito. Com a exceção de alguns detalhes, como o Velo de Ouro e a cicatriz abdominal, esta é, em grande parte, a aparição de Kratos durante toda a era grega da série.

Kratos, como deus da guerra, passou a invadir e destruir várias cidades com a ajuda do exército espartano, e partiu para Rodes em uma dessas viagens. Zeus, no entanto, traiu Kratos em segredo e transferiu alguns de seus poderes para o gigantesco Colosso de Rodes, que criou vida e tentou matar Kratos. Nisso, Zeus interferiu novamente e ofereceu a Kratos a Lâmina do Olimpo e o enganou, dizendo que se ele transferisse todos os seus poderes divinos para a espada, alcançaria seu máximo potencial. Kratos, iludido, faz o que Zeus manda e derrota o Colosso de Rodes, porém, enquanto o deus da guerra se vangloria da vitória, a mão do Colosso o atinge. Nisso, Zeus surge e revela sua traição, recuperando a Lâmina do Olimpo e assassinando Kratos. Embora ele tenha superado todos os obstáculos, Kratos ficou chocado com a traição de Zeus e jurou vingança quando morreu. Kratos caiu no submundo, mas foi resgatado pela Titã Gaia. Banida para o Tártaro com os outros titãs sobreviventes após a Primeira Grande Guerra. Ela explica que ela ajudará ele a ter sua vingança contra Zeus. Kratos, alimentado pela raiva de sua traição, concordou em ajudar os Titãs e foi instruído a encontrar as Irmãs do Destino, que são capazes de devolvê-lo ao momento da traição de Zeus. Kratos tornou-se determinado e totalmente implacável — na busca de seu objetivo, ele feriu um titã, matou vários heróis gregos sem hesitação e deliberadamente sacrificou dois eruditos. Todas as três Irmãs do Destino foram mortas quando se opuseram a Kratos, que estava preparado para matar Zeus em um confronto final. Zeus só foi salvo quando Atena interveio e se sacrificou por ele; só então Kratos mostra remorso. Ele soube com Atena que Zeus é, na verdade, seu pai, um fato que Zeus manteve em segredo porque ele queria evitar a repetição do que ele fez com seu próprio pai, Cronos. Kratos rejeitou qualquer noção de relacionamento e prometeu matar Zeus e destruir o Olimpo. Encorajado por Gaia, Kratos usou o poder das Irmãs do Destino para recuperar os Titãs antes de sua derrota na Titanomaquia e, com sua ajuda, invadiu o Monte Olimpo.

### God of War III
Embora Kratos tenha matado Poseidon, ele foi abandonado por Gaia quando seu primeiro encontro com Zeus foi mal sucedido. Encalhado no submundo e agora traído por ambos os olimpianos e titãs, Kratos foi guiado com o espírito de Atena, que também lhe forneceu as Lâminas do Exílio, com as quais qual ele precisava encontrar a Chama do Olimpo, que era a chave para derrotar Zeus. Kratos assassinou Titãs e deuses, ignorando as advertências de suas vítimas enquanto procurava a Chama. Percebendo a chave para pacificar a Chama e alcançar a Caixa de Pandora (envolta pela Chama) está a própria Pandora, Kratos veio para cuidar de Pandora, que o lembrou de sua filha perdida Calliope. Kratos mostrou a humanidade quando ele tentou impedir Pandora de se sacrificar para matar a Chama, mas relutantemente permitiu o ato quando ela disse que não havia outra opção. Encontrando a caixa vazia, e enlouquecido pela zombaria de Zeus, Kratos atacou seu pai. Embora Gaia tenha interrompido e tentado matar Kratos e Zeus, ela foi destruída por Kratos, que aparentemente derrotou Zeus. Zeus retornou em forma de espírito e atacou Kratos, que recuou em sua psique. Kratos se perdoou por seus pecados passados com a ajuda de Lysandra. Pandora apareceu mais tarde e disse a Kratos que a esperança o salvaria. Kratos foi revivido e facilmente destruiu Zeus. Atena confrontou Kratos e exigiu que ele devolvesse o poder da esperança; o conteúdo da Caixa de Pandora. Em um ato altruísta, Kratos se recusou, declarou que sua necessidade de vingança se foi e se suicidou com a Lâmina do Olimpo, que dispersou o poder em todo o mundo para o uso da humanidade. Atena, desapontada com Kratos, removeu a Lâmina e partiu quando Kratos caiu ao lado da Lâmina do Olimpo. A cena pós-créditos mostrou um rastro de sangue saindo da Lâmina com um paradeiro desconhecido de Kratos.

### God of War(2018)

Aparição de Kratos em God of War (2018).

Muitos anos após os eventos de God of War III, Kratos acabou em Midgard com um jovem filho chamado Atreus, que não tem consciência de sua verdadeira natureza e do passado de seu pai. Kratos abandonou suas lâminas duplas e agora usa um machado de batalha mágico chamado Machado Leviatã, que originalmente pertencia a sua segunda esposa e mãe de Atreus, Faye, que recentemente havia morrido. O último desejo dela era que suas cinzas fossem espalhadas no pico mais alto dos nove reinos nórdicos. No pico de Midgard, eles aprendem com Mímir que o pico mais alto é na verdade em Jotunheim. Ao longo de sua jornada, eles são confrontados pelo deus Æsir, Baldur, o irmão de Thor cujos filhos Modi e Magni ajudam seu tio, mas são mortos por Kratos e Atreus. Por volta dessa época, Atreus fica doente e Kratos revela a ele que ele é um deus. Kratos também recupera suas armas antigas, as Lâminas do Caos, para lutar contra os seres de Helheim, já que armas e magias nórdicas são inúteis por lá. Enquanto recupera as lâminas, Atena aparece e o incita sobre seu passado. A dupla também recebe assistência de uma Bruxa, mais tarde revelada como sendo uma deusa, chamada Freya, a mãe de Baldur que lançou um feitiço de imortalidade sobre ele para protegê-lo, mas também o fez não sentir mais dor ou prazer, o que fez Baldur se ressentir por ela. Kratos e Baldur eventualmente batalham, durante o qual o feitiço de Baldur é quebrado. Kratos decide deixar Baldur ir embora, mas Baldur tenta matar Freya, forçando Kratos a matá-lo. Freya jura vingança contra Kratos por matar seu filho e zomba dele por não revelar seu passado conturbado para Atreus. Kratos decide dizer a Atreus que ele havia matado seus companheiros deuses gregos, incluindo seu pai Zeus, mas ele e Atreus deveriam aprender com essas experiências e não repetir os erros do passado. Os dois então seguem para Jotunheim, onde se descobre que Faye era na verdade uma gigante, também tornando Atreus parte gigante. Também é revelado que Faye originalmente nomeou seu filho como Loki, mas Kratos preferiu Atreus, que era o nome de um honrado camarada espartano. Em Midgard, o Fimbulwinter começou, e depois de voltarem para casa, Atreus teve uma visão de que Thor viria atrás deles no final do Fimbulwinter.

### Ragnarök
Ocorrendo três anos após os eventos do jogo anterior, o Fimbulwinter está chegando ao fim, e é profetizado que o Ragnarök começará assim que o Fimbulwinter terminar. Atreus, ainda se recuperando das revelações do jogo anterior, busca respostas sobre sua identidade como Loki, bem como uma maneira de impedir que o Ragnarök aconteça. Para descobrir a verdade, Kratos e Atreus partiram em busca de respostas, procurando pelo deus da guerra nórdico Týr, que antes se acreditava estar morto. Enquanto atravessam os nove reinos, a dupla deve enfrentar novas ameaças, incluindo Thor, o enfurecido deus do trovão que procura vingar seus filhos mortos Magni e Modi, e Freya, sua ex-amiga e aliada que busca vingança após a morte de seu filho Baldur pelas mãos de Kratos.

## Outras aparições

### Aparições especiais
Kratos foi apresentado como um personagem jogável em vários jogos de PlayStation fora da série God of War. Em 21 de agosto de 2008, Kratos foi lançado como um personagem para download em Hot Shots Golf: Out of Bounds junto com suas Lâminas do Caos. Como um bônus de pré-encomenda para LittleBigPlanet da GameStop, os clientes receberam o traje "Sackboy Kratos", juntamente com uma Medusa e um Minotauro, bem como um kit de adesivo de nível God of War. Esses foram posteriormente liberados para compra em 26 de janeiro de 2009. Kratos é um personagem convidado em SoulCalibur: Broken Destiny, de 2009, que inclui seu próprio modo de história. Como um bônus de pré-venda para ModNation Racers da GameStop, os compradores receberam um Kratos junto com seu "Kart of Chaos". Esses foram mais tarde lançados para compra em 2 de novembro de 2010. A próxima aparição de Kratos foi na versão de PlayStation 3 de Mortal Kombat, de 2011 (e a versão de PlayStation Vita lançada em 2012), que apresenta seu próprio palco de luta e um modo arcade. O personagem então apareceu no crossover de 2012, PlayStation All-Stars Battle Royale, que inclui duas fases inspiradas em God of War, vários itens da franquia, bem como o antagonista da série Zeus, que foi lançado como um personagem para download em 19 de março de 2013.
Como parte do décimo aniversário da franquia God of War, Kratos apareceu nas versões de PlayStation 3, PlayStation 4 e PlayStation Vita de Shovel Knight: Shovel of Hope (lançado em 21 de abril de 2015), onde ele faz parte de uma batalha secreta contra chefes. Sua próxima aparição o trouxe de volta ao mundo de LittleBigPlanet em LittleBigPlanet 3 como uma nova roupa de Sackboy em sua forma de Fear Kratos, junto com os figurinos de Zeus, Hercules, Poseidon e Atena e uma fantasia de Hades para o novo personagem Toggle. O lançamento dos figurinos coincidiu com o lançamento de God of War III Remastered para o PlayStation 4 em julho de 2015. Uma fantasia de Kratos, assim como decorações personalizadas de God of War, foram incluídas na "Crafted Edition" de Tearaway Unfolded, que foi lançado no PlayStation 4 em 8 de setembro de 2015. Terrence C. Carson deu voz a Kratos em todas as aparições, exceto em LittleBigPlanet, ModNation Racers, LittleBigPlanet 3 e Tearaway Unfolded, onde o personagem é apenas uma fantasia, e em Shovel Knight, que tem apenas texto em diálogo.
O personagem foi parodiado duas vezes na franquia Os Simpsons. Ele apareceu como o "God of Wharf" em um outdoor anunciando um restaurante de sopa no The Simpsons Game. Mais tarde, ele apareceu no quiosque Guts of War II: Entrails of Intestinox na "E4" — uma paródia da Electronic Entertainment Expo (E3) — no episódio, "The Food Wife". Kratos também foi parodiado pela série de televisão de animação da Adult Swim, Robot Chicken. Ele foi parodiado pela primeira vez na 5ª temporada, episódio 15, "The Core, The Thief, His Wife and Her Lover", onde é mostrado até onde Kratos (dublado por Brian Austin Green) irá coletar orbs de sangue. A Sony mais tarde juntou-se com a equipe de Robot Chicken para produzir um anúncio de campanha de marketing para o PlayStation All-Stars Battle Royale que parodiava Kratos e outros personagens do jogo.

### Romances e filmes
Kratos também é o personagem principal nas romantizações da série de jogos de Matthew Stover e Robert E. Vardeman. Os romances são uma releitura dos jogos e oferecem uma visão mais profunda de suas histórias. O primeiro romance, intitulado God of War, foi publicado em maio de 2010, e o segundo romance, intitulado God of War II, foi publicado em fevereiro de 2013. Uma adaptação cinematográfica do original God of War foi anunciada em 2005, mas permaneceu no inferno do desenvolvimento. Em 2010, Jaffe afirmou que o "script saiu há um ano e meio atrás para Daniel Craig, que interpreta [James] Bond, mas ele recusou." Ele também disse que outro ator já havia sido contratado para o papel de Kratos, e que "essa nova pessoa é muito boa, se isso for verdade." Os novos roteiristas do filme, Patrick Melton e Marcus Dunstan, foram anunciados em julho de 2012 e, em agosto de 2012, os escritores afirmaram que planejam humanizar Kratos e explorar seu passado.

## Impacto cultural

### Mercadoria e promoção

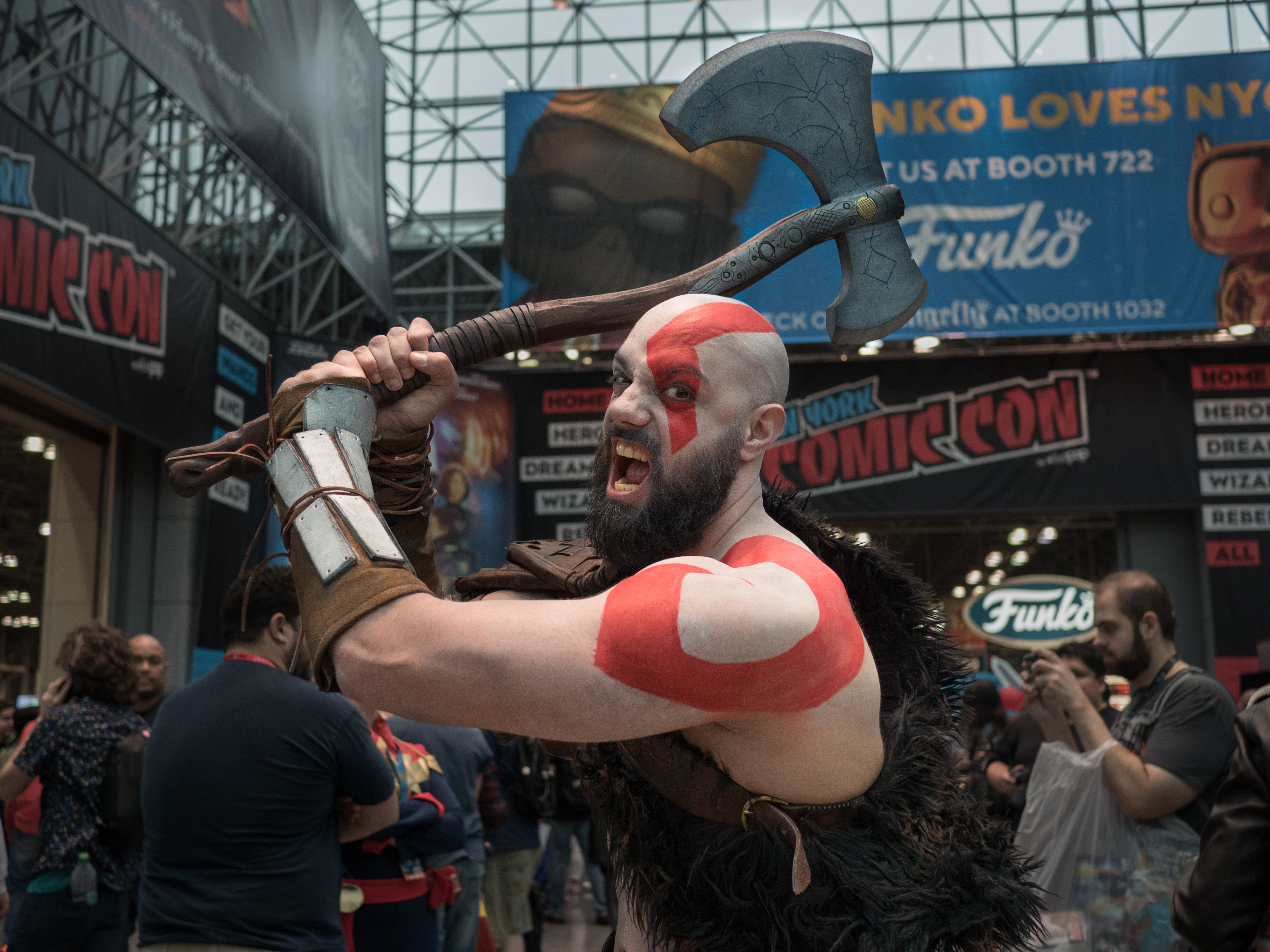
Cosplay de Kratos no New York Comic Con de 2018.

Duas séries de figuras de ação baseadas em God of War II foram produzidas pela National Entertainment Collectibles Association (NECA). O primeiro conjunto incluiu duas versões de Kratos; na primeira versão, ele está empunhando as Lâminas de Atena, e na segunda usando o seu Golden Fleece e segurando a cabeça de uma Górgona. O segundo conjunto incluiu uma figura de doze polegadas que mostra seis citações do jogo. Um segundo conjunto de duas figuras também foi lançado, com Kratos usando a armadura de Deus da Guerra. Em outubro de 2009, a United Cutlery criou uma réplica em escala das Lâminas do Caos de Kratos, que incluía um estande de exibição personalizado com o logotipo de God of War. Kratos também foi destaque em uma linha de figuras de ação lançada pela DC Unlimited e baseada em God of War III, que incluía os personagens Zeus, Hades e Hércules. Entre 1º de fevereiro de 2010 e 31 de março de 2010, a 7-Eleven vendeu uma bebida Slurpee de edição limitada chamada "Kratos Fury", além de quatro copos exclusivos de God of War III, que apresentavam códigos que poderiam ser usados para acessar God of War e um conteúdo para download com tema de Slurpee em seu próprio website.

Estátua de Kratos incluída na Edição de Colecionador de God of War: Ascension.

O rosto de Kratos apareceu no PlayStation Portable em um pacote exclusivo de Chains da Olympus, e como prêmio de sorteio do God of War III para o PlayStation 3. Uma edição limitada de 250 mm (10 polegadas) de Kratos foi o grande prêmio de uma promoção de God of War Collection em novembro de
2009. Uma figura de 150 cm de Kratos foi incluída no God of War: Ascension — Collector's Edition. Em junho de 2014, um Kratos Pop! em figura de vinil foi lançado. No mesmo ano, a Sony fez uma parceria com a Gaming Heads para produzir um busto em tamanho natural de Kratos em edição limitada (500 unidades). Tem 28 polegadas (710 mm) de altura e repousa sobre uma coluna de inspiração grega. Uma versão do "Fear Kratos" do busto também foi produzida (100 unidades) naquele ano, baseado no traje "Fear Kratos" de God of War III. Em 2015, a Sony novamente fez uma parceria com a Gaming Heads para produzir uma edição limitada (1.250 unidades) usando a estátua de Kratos. A estátua tem 19 polegadas (480 mm) de altura e apresenta Kratos empunhando as Lâminas do Exílio. Para o décimo aniversário da franquia God of War (março de 2015), a Gaming Heads produziu duas estátuas de edição limitada, "Kratos on the Throne", representando a cena final do God of War original. Ambas as estátuas têm 29 polegadas (740 mm) de altura e a Edição Regular (1.250 unidades) apresenta Kratos em seu traje normal e a Edição Exclusiva (500 unidades) apresenta Kratos em sua armadura de Deus da Guerra. Em novembro de 2015, a Sony anunciou uma nova estátua de Kratos a ser lançada no mês seguinte, que também celebrava o aniversário de dez anos de God of War. A estátua de edição limitada (500 unidades) feita de polystone foi projetada pela Santa Monica e tem 26 polegadas (660 mm) de altura com detalhes como couro, tecido e peças de metal.

### Recepção
O personagem Kratos recebeu resposta positiva por publicações de jogos eletrônicos. A GameSpot considerou Kratos como um "anti-herói simpático", e descreveu-o como cativante devido ao seu comportamento implacável, mas acrescentou que a história de desenvolvimento lento ofereceu ao jogadores "nenhum entendimento [dele]" nas fases iniciais do jogo. A IGN disse que ele era impiedoso e selvagem, observando que o motivo principal do personagem é a vingança e "tudo o que ele deseja é assassinato". A IGN também afirmou que com o tempo o jogador iria começar a "amar e detestar Kratos e odiar Ares". A GamePro disse que foi "a queda trágica e a ascensão brutal de Kratos aos picos do Monte Olimpo que tornaram o God of War original tão memorável." A PlayStation Universe disse que ele é "certamente um personagem único e um guerreiro a ser considerado", e que "este icônico anti-herói do PlayStation certamente não será esquecido."

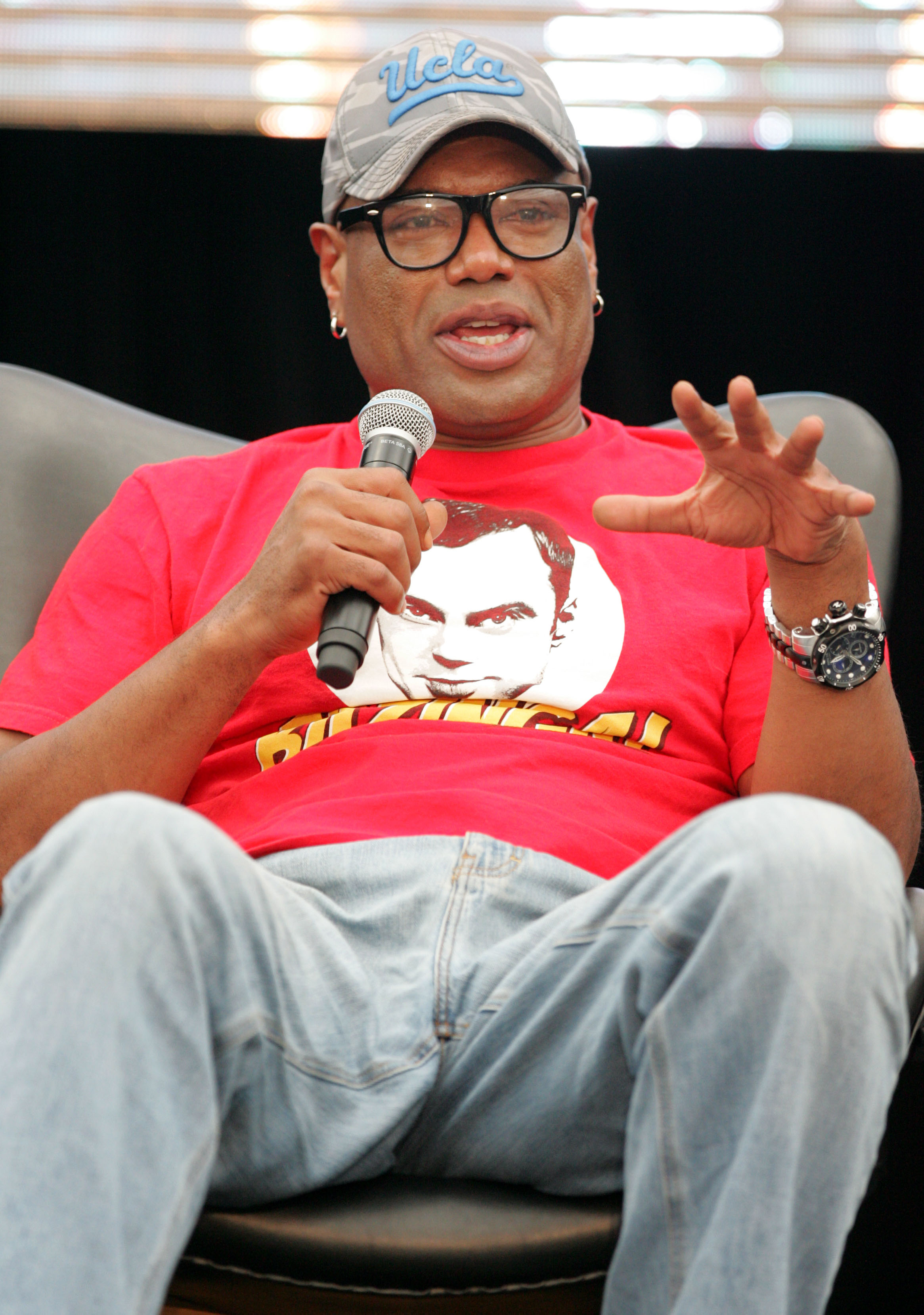
O desempenho de Christopher Judge como Kratos no God of War de 2018 foi recebido com aclamação.

No Spike Video Game Awards de 2010, Kratos foi indicado como "Personagem do Ano". Ele foi incluído no concurso da GameSpot dos "Maiores heróis de todos os tempos nos videogames" e chegou à rodada "Elite Eight" antes de perder para o personagem Mario. A edição de 2011 do Guinness World Records Gamer's Edition, lista Kratos como o nono personagem de videogame mais popular. Em 2011, a Empire classificou-o como o 15º melhor personagem dos jogos eletrônicos. Em 2012, a GamesRadar, classificou Kratos como "um dos representantes mais populares do PlayStation", "mais memorável, influente e durão", como o protagonista dos jogos: "Ser insanamente violento não é exatamente um traço incomum entre os personagens do jogo, mas impulsionado por uma fúria causada por sua culpa [...] (abatendo milhares de pessoas, incluindo — oops — sua esposa e filha) Kratos mata com tal agressão visceral convincente que o faz elevar muito além do status de um bot de assassinato com morte cerebral. Em 2010, A Game Guru disse que "praticamente qualquer pessoa, mesmo que não tivesse jogado nenhum dos jogos da série God of War, saberia sobre Kratos".
Kratos foi incluído em várias listas de personagens de videogames: a GamesRadar o listou como um dos 25 melhores novos personagens da década de 2000, afirmando que, embora pareça inicialmente um personagem genérico, os jogadores eventualmente aprendem que ele é uma "força imparável da natureza". Sabendo das conversas sobre um filme de God of War, tanto a IGN quanto a UGO Networks listaram Kratos como um personagem que merecia seu próprio filme. Em 2008, a IGN o listou como um dos personagens mais desejados para um jogo de "luta final", com personagens de todos os consoles de todas as eras dos jogos. Ele foi incluído na lista dos melhores anti-heróis pela IGN em 2012. Em 2011, a Complex listou várias de suas jogadas de finalização na sua lista das "cinquenta finalizações mais loucas nos videogames" na 30ª, 28ª, 24ª, 14ª e na 1ª posição para seus golpes finais em Hades, Hércules, Helios, na Hidra e em Poseidon, respectivamente. O traje alternativo "Dairy Bastard" do God of War original foi incluído na lista da UGO dos "trajes alternativos mais estilosos". A GameFront listou Kratos em 2011 como um dos cinco principais personagens dos jogos eletrônicos. A Complex classificou-o como tendo as melhores aparições de jogos de luta para suas aparições em Soulcalibur: Broken Destiny e Mortal Kombat em 2012, e como o sexto personagem "mais foda" dos videogames de todos os tempos em 2013. As Lâminas do Caos de Kratos foram incluídas na lista das "15 Mais Fodas Espadas da História dos Videogames" da GameSpot.
Por outro lado, o caráter de Kratos também recebeu críticas. Ben Mattes, produtor de Prince of Persia, disse em uma entrevista que considera Kratos "um personagem super legal, mas é preto e branco; sua personalidade é pura raiva, seu diálogo é pura raiva, seu design é pura raiva — é bem fácil". Jeremy "Norm" Scott, criador dos quadrinhos Hsu and Chan, afirmou na Electronic Gaming Monthly que Kratos era mediano e "não existia, exceto como um avatar para o jogador". Em 2009, a IGN listou Kratos como o sexto personagem dos videogames mais superestimado. A Cheat Code Central também listou Kratos como o sexto personagem dos videogames mais superestimado em uma lista dos dez melhores de 2011.